# Dynamické plachtění

Zjednodušená animace, na které letadlo opakovaně překračuje hranici vdzuchových mas a rozdílných rychlostech, čímž letadlo nabírá na rychlosti

Dynamické plachtění představuje techniku létání, která umožňuje získání energie opakovaným překročením hranic vzduchových hmot o rozdílných rychlostech.

## Princip letu
Principy dynamického plachtění lze uplatňovat řadou různých technik, avšak nejjednodušší je teoretické uzavřené kolo. Objekt (např. kluzák) nejdříve využije stoupavých větrů, které se přirozeně vyskytují při zemském povrchu (svahové proudění, závětrné vlny, tepelné sloupy apod.), a vystoupá po nich do výše. Jakmile překročí hranici vzduchové hmoty o rozdílné rychlosti, obrátí se o 180° a sestoupí dolů klouzáním. Po překročení hranice vzduchové hmoty se opět obrátí o 180° a tím dokončí pomyslné kolo a začne opět stoupat, avšak tentokrát větší rychlostí. To mu umožní vystoupat do větší výšky a po dalším obratu o 180° může nabrat ještě větší rychlost a tím klesat větší rychlostí avšak ve vyšším klouzavém poměru (tzn. doletí dále než v první kole nebo klesne méně během téže vzdálenosti).

## Využití u ptáků
Nejznámějšími ptáky, kteří využívají principy dynamického plachtění, jsou trubkonosí, zvláště pak albatrosi. Tito ptáci stráví většinu života na širém moři, kde vítr fouká prakticky neustále. Dokáží urazit tisíce kilometrů během několika dní pouze pomocí výše popsaného „těžení“ energie z větru. Albatrosi mají k dynamickému plachtění i anatomické přizpůsobení v podobě šlachy, kterou dokáží „zamknout“ křídla v plně roztažené pozici. Díky tomu nemusí během plachtění využívat téměř žádnou energii a svaly používají pouze pro manévrování během letu.
Dravci praktikují především statické plachtění.